# Miriam Margolyes
 (juillet 2019).
Miriam Margolyes, née le 18 mai 1941 à Oxford, est une actrice britannique naturalisée australienne en 2013.
Elle est principalement connue pour son rôle de Pomona Chourave dans la saga Harry Potter.

## Biographie
Née à Oxford, dans une famille aux origines biélorusses juives, Miriam Margolyes fait ses études secondaires à l'Oxford High School, puis elle est étudiante au Newnham College de Cambridge, où elle commence à jouer la comédie vers 20 ans.
Miriam Margolyes a une voix distinctive et est souvent employée, en début de carrière, pour faire une voix off. Elle se consacre ensuite au jeu d'acteur. Son premier rôle majeur est celui d'un personnage appelé Elephant Ethel dans le film Stand Up, Virgin Soldiers (en).
Elle est acclamée pour son interprétation de Flora Finching en 1988 dans le film La Petite Dorrit.

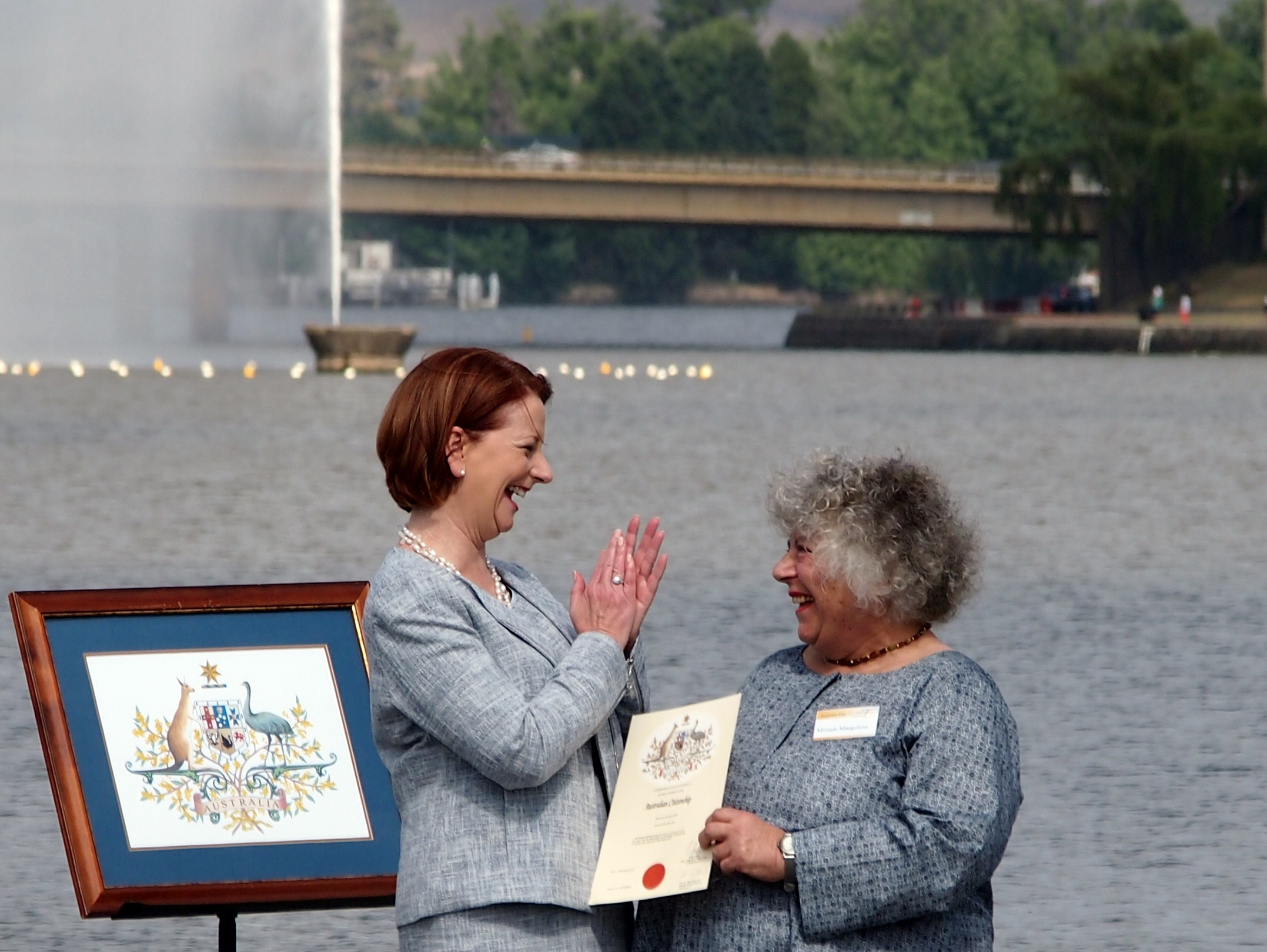
Cérémonie de naturalisation avec Julia Gillard

En 1993, elle gagne un prix de la British Academy of Film and Television Arts pour son rôle dans Le Temps de l'innocence, une performance qui la propulse dans sa carrière et elle gagne en notoriété quand elle joue dans le long métrage James et la Pêche géante. Elle est également connue pour le rôle du professeur Pomona Chourave dans Harry Potter et la Chambre des Secrets et Harry Potter et les Reliques de la Mort : Deuxième partie.
Miriam Margolyes joue ensuite dans des films comme Moi, Peter Sellers, Les Dames de Cornouailles avec Judi Dench et Maggie Smith, et obtient un rôle important dans la série télévisée britannique Miss Marple en 2004.
Le 30 décembre 2001, elle est promue officier de l'ordre de l'Empire britannique.
Elle vit une partie de l'année en Australie et est naturalisée australienne en 2013.

### Soutien à la Palestine
Durant la guerre à Gaza de 2023-2025, elle prend position en faveur de la Palestine  au sein d’Artists for Palestine.

## Filmographie

### Cinéma
- 1969 : A Nice Girl Like Me de Desmond Davis
- 1975 : Rime of the Ancient Mariner
- 1976 : The Battle of Billy's Pond
- 1977 : Stand Up, Virgin Soldiers (en) de Norman Cohen (en)
- 1978 : On a Paving Stone Mounted
- 1980 : La Malédiction de la vallée des rois de Mike Newell
- 1980 : BIM Stars de Menahem Golan
- 1982 : Crystal Gazing
- 1983 : Scrubbers de Mai Zetterling
- 1983 : Yentl de Barbra Streisand
- 1984 : La Belle et l'Ordinateur de Steve Barron
- 1985 : Les Débiles de l'espace
- 1985 : The Good Father de Mike Newell
- 1986 : La Petite Boutique des horreurs de Frank Oz
- 1987 : Body Contact
- 1988 : Mr. Majeika
- 1988 : La Petite Dorrit (Little Dorrit)
- 1990 : The Fool
- 1990 : Je t'aime à te tuer (I Love You to Death) de Lawrence Kasdan
- 1990 : Fenêtre sur Pacifique de John Schlesinger
- 1991 : Dead Again de Kenneth Branagh
- 1991 : La Femme du boucher
- 1992 : Comme il vous plaira
- 1993 : Bon appétit maman (Ed and His Dead Mother)
- 1993 : Le Temps de l'innocence de Martin Scorsese
- 1994 : Ludwig van B.
- 1995 : Balto
- 1996 : James et la Pêche géante
- 1996 : Different for Girls
- 1996 : Roméo + Juliette de Baz Luhrmann
- 1997 : The IMAX Nutcracker
- 1998 : Candy
- 1998 : The First Snow of Winter
- 1998 : À la recherche du passé
- 1998 : Mulan
- 1998 : Babe, le cochon dans la ville de George Miller
- 1998 : Scooby-Doo sur l'île aux zombies
- 1999 : Sunshine
- 1999 : Dreaming of Joseph Lees
- 1999 : La Fin des temps
- 1999 : Magnolia
- 2000 : Les Vainqueurs
- 2001 : Not Afraid, Not Afraid
- 2001 : Comme chiens et chats
- 2002 : Alone
- 2002 : L'Amour, six pieds sous terre
- 2002 : Harry Potter et la Chambre des Secrets
- 2004 : Esprit libre
- 2004 : End of the Line
- 2004 : Modigliani
- 2004 : Moi, Peter Sellers
- 2004 : Les Dames de Cornouailles
- 2004 : Adorable Julia
- 2006 : The Water Warriors
- 2007 : The Dukes
- 2008 : Un Anglais à New York de Robert B. Weide : Mrs. Kowalski
- 2010 : A Closed Book
- 2010 : Coming of Age
- 2011 : Harry Potter et les Reliques de la Mort: Deuxième partie
- 2017 : Charles Dickens, l'homme qui inventa Noël (The Man Who Invented Christma) de Bharat Nalluri : Mme. Fisk
- 2020 : Miss Fisher et le Tombeau des larmes de Tony Tilse : Tante Prudence Stanley

### Télévision
- 1995 : La Ferme du mauvais sort (Cold Comfort Farm) (téléfilm)
- 2004 : Miss Marple, épisode Meurtre au presbytère : Marjorie Price-Ridley
- 2009 : The Sarah Jane Adventures (téléfilm)
- 2010 : Merlin : Grunhilda (saison 3, épisode 6)
- 2012-2015 : Miss Fisher enquête (Miss Fisher's Murder Mysteries) : Tante Prudence
- 2014: la légende de longwood : lady thyza
- 2023 : Doctor Who : Beep The Meep

### Doublage
- 1993 : The Princess and the Cobbler
- 1995 : Babe, le cochon devenu berger
- 2006 : Sir Billi the Vet
- 2006 : Souris City
- 2006 : Happy Feet
- 2010 : Le Royaume de Ga'hoole
- 2010 : Sir Billi
- 2014 : Nina au Petit Coin : Mamie Sheila

## Théâtre
2006 : Wicked (rôle de Madame Morrible) West End, Appollo Victoria Theater, Londres

## Distinctions
- Los Angeles Film Critics Association Awards 1988 : nomination comme meilleure actrice dans un second rôle pour La Petite Dorrit
- BAFTA Awards 1994 : meilleure actrice dans un second rôle pour Le Temps de l'innocence
- Awards Circuit Community Awards 1996 : nomination collective comme meilleure distribution pour Roméo + Juliette
- Ordre de l'Empire britannique : officier en 2001